# Plumatella bigemmis
Plumatella bigemmis is een mosdiertjessoort uit de familie van de Plumatellidae. De wetenschappelijke naam van de soort is voor het eerst geldig gepubliceerd in 1919 door Annandale.